# Ejutla (kommun)
Ejutla är en kommun i Mexiko.   Den ligger i delstaten Jalisco, i den södra delen av landet, 500 km väster om huvudstaden Mexico City. Antalet invånare är 1 888. Arean är 472 kvadratkilometer.
Terrängen i Ejutla är kuperad åt sydväst, men åt nordost är den bergig.